# 上海停戦協定
上海停戦協定（シャンハイていせんきょうてい）とは、1932年1月28日より開始した第一次上海事変にて、日本と中国との間で締結された停戦協定文である。
本協定文には本来標題は無いが、当時、外務省において便宜上、同標題が付けられた。

## 協定締結までの経緯
英米総領事のあっせんによって1月29日午後8時から停戦することになっていたが、30日朝からふたたび双方から砲撃があった。
31日上海列国海軍先任指揮官イギリス海軍少将フレミングはまず中立地帯設定案を提議し、撤回し、日本軍備区域を第三国軍隊で警備する案を提出したが、村井倉松総領事および塩沢幸一司令官はこれを拒絶した。
東京で29日英米大使は、日本陸戦隊が共同租界を作戦根拠地となし、日本軍が共同防備の趣旨に反して単独行動をとったことについて警告し、2月1日英米仏3国大使はこの警告とあわせて各自国民の生命財産の保護と軍の行動が自衛行動の範囲外に出ることのないように警告したが、芳沢謙吉外相の説明は反駁的であった。
翌日3国大使は居中調停のために正式に共同提議を行なったが、日本側からの回答に接して断念した。
ジュネーブでは国際連盟理事会が3月3日の臨時総会の招集を決議し、事前に局面を打開しようと芳沢外相は2月26日理事会に上海円卓会議を提唱し、上海では日中両国間で停戦の協議が英米仏伊4国の代表を加えて3月4日から数回にわたって開かれた。
しかるに中国側は、停戦と同時に撤兵の期日を明示せよ、満州問題を解決しよう、などと難題を持出し、4月11日突然、会議の延期を申し出、ジュネーブの十九箇国委員会の開会を要求した。
連盟は16日十九箇国委員会を開き、日本の撤兵の時期を混合委員会の決定に委ねるという案を作った。
日本はこれに反対し、しかしイギリス公使ラムソンの調停あっせんによって妥協案が成立し、4月下旬停戦協定に調印するのみとなった。
しかし29日上海天長節爆弾事件が起こり、1932年5月5日調印が成立した。
日本政府は上海からの撤兵を決し、5月中旬陸兵のすべてを撤退することに閣議決定した。

## 本文
- 第1条 日本国及中国の当局は既に戦闘中止を命令したるに依り昭和七年五月五日より停戦が確定せらるること合意せらる。双方の軍は統制の及ぶ限り一切の且有あらゆる形式の敵対行為を上海の周囲に於て停止すべし。停戦に関し疑を生ずるときは、右に関する事態は参加友好国の代表者に依り確めらるべし。
- 第2条 中国軍隊は本協定に依り取扱はるる地域に於ける正常状態の回復後に於て追て取極ある迄其の現駐地点に止まるべし。前記地点は本協定第一附属書に掲記せらる。
- 第3条 日本国軍隊は昭和七年一月二十八日の事件前に於けるが如く、共同租界及虹口方面に於ける租界外拡張道路に撤収すべし。尤も収容せらるべき日本国軍隊の数に鑑み、若干は前記地域の附近の地方に当分の間駐屯せしめらるべきものとす。前記地方は本協定第二附属書に掲記せらる。
- 第4条 相互の撤収を認証する為参加友好国を代表する委員を含む共同委員会を設置すべし。右委員会は又撤収日本国軍より交代中国警察への引継の取運に協力すべく、右中国警察は日本国軍の撤収するとき直に引継を受くべし。右委員会の構成及手続は本協定第三附属書の定むる通なるべし。
- 第5条 本協定は其の署名の日より実施せらるべし。
本協定は日本語、中国語及英吉利語を以て作成せらる。
意義に関する疑又は日本語、中国語及英吉利語の本文の間に意義の相違あるときは英吉利語の本文に拠るべし。

昭和七年五月五日上海に於て之を作成す
陸軍中将 植田謙吉（署名）
特命全権公使 重光葵（署名）
海軍少将 島田繁太郎（署名）
陸軍少将 田代皖一郎（署名）
外交次長 郭泰祺（署名）
陸軍中将 戴戟（署名）
陸軍中将 黄強（署名）
同席者として
昭和七年三月四日の国際連盟総会決議に従い商議に助力する友好国代表
在中国英国公使 サーマイルズ、ウォツダーバン、ランプスン
在中国米国公使 ネルスン、トルースラー、ジョンスン
在中国仏国公使 アンリーオーギェスト、ウィルダン
在中国伊国代理公使伯爵 ジェー・チアノ、デイ、コルテラツォー

## 付属書

### 第1附属書
本協定第二条に定むる中国軍隊の地点左の如し
付属縮尺十五万分の一郵政地図上海地方参照
安亭鎮の正南方蘇州河上の一点より北方安亭鎮の直ぐ東方のクリークの西岸に沿ひ望仙橋に至り、次て北方にクリークを越え沙頭の東方四キロメートルの一点に至り、次て西北揚子江上の滸浦口に至り且之を含む
右に関し疑を生するときは問題の地点は共同委員会の請求に依り共同委員会の委員たる参加友好国の代表者により確めらるへし（地図略）

### 第2附属書
本協定第三条に定むる地方左の如し
前記地方は甲、乙、丙及丁と標記せる附属地図に区割せらるる右は、第一、第二、第三及第四地域として引用す
第一地域は「甲」地図に示さる（一）本地域は呉淞鎮を除外すること（二）日本国側は淞滬鉄道又は其の工場の運用に干渉せさるへきこと合意せらる
第二地域は「乙」地図に示さる国際競馬場の北東方約一哩に当る中国人墓地は日本国軍隊に依り使用せらるへき地域より除外せらるること合意せらる
第三地域は「丙」地図に示さる本地域は曹家寨及三友織布工場を除外すること合意せらる
第四地域は「丁」地図に示さる使用せらるへき地域は日本人墓地及之に至る東方の通路を含むこと合意せらる
右に関し疑を生するときは問題の地方は共同委員会の請求に依り共同委員会の委員たる参加友好国の代表者に依り確めらるへし
右に示さるる地方への日本国軍隊の撤収は本協定の実施より一週間以内に開始せらるへく且撤収開始より四週間内に完了せらるへし
第四条に依り設置せらるへき共同委員会は撤収の際引揚け得る患者又は傷病動物の看護及其の後の引揚に付必要なる措置を講すへし右患者又は傷病動物は必要なる衛生人員と共に之を其の現在地点に残置することを得中国当局は右に対し保護を与ふへし（地図略）

### 第3附属書
共同委員会は十二名の委員即ち日本国及中国の政府に三月四日の国際連盟総会決議に従ひ商議に助力する友好国の代表者たる米国、英国、仏国及伊国の中国在留外交代表者の各々代表者たる文官及武官各一名を以て構成せらるへし共同委員会の委員は其の随時必要と認むる数の補助員を委員会の決定に従ひ使用すへし手続に関する一切の事項は委員会の裁量に委ねらるへく、委員会の決定は多数決に依りて爲さるへく、議長は決定投票権を有すへし議長は委員会に依り参加友好国を代表する委員中より選出せらるはし
委員会は其の決定に従ひ其の最良と認むる方法に依り本協定第一条、第二条及第三条の実行を看守すへく且前記三条の何れかの規定の実行の懈怠に関し注意を喚起するの権限を有す